# Referendum o zdravljenju neplodnosti in postopkih oploditve z biomedicinsko pomočjo
Naknadni zakonodajni referendum o zakonu o spremembah in dopolnitvah zakona o zdravljenju neplodnosti in postopkih oploditve z biomedicinsko pomočjo je bil izveden 17. junija 2001. Na referendumu so bile s 72,36 % glasov proti zavrnjene spremembe zakona o postopkih oploditve z biomedicinsko pomočjo. Referenduma se je udeležilo 567.878 (35,66 %) volivcev.
Nasprotnikom zakonskih sprememb se je predvsem zdela sporna določba nove različice zakona, ki bi samskim ženskam dovoljevala umetno oploditev.

## Ozadje
Zakon o postopkih oploditve z biomedicinsko pomočjo je bil sprejet leta 2000 v času vlade Andreja Bajuka. Vlada Janeza Drnovška je leta aprila 2001 sprejela novo novelo zakona, ki je med drugim dovoljevala umetno oploditev žensk brez partnerja, omogočila uvoz spolnih celic in spremenila sestavo pristojne komisije za oploditev z biomedicinsko pomočjo.
En teden po sprejetju nove različice zakona je 34 poslancev zahtevalo referendumsko presoje novega zakona. Z zbiranjem podpisov za referendum je pričela tudi skupina volivcev. 3. maja je državni zbor sprejel odlok za naknadno referendumsko presojo novega zakona; datum izvedbe referenduma je bil določen za 17. junij.
Nasprotnikom se je predvsem zdela sporna določba nove različice zakona, ki bi ženskam brez partnerja, ki bi sicer lahko zanosile po naravni poti, dovoljevala umetno oploditev.

## Referendumska kampanja

### Stališče strokovne javnosti
Komisija za medicinsko etiko ni nasprotovala zakonu. Zakonskim spremembam je nasprotoval razširjeni strokovni kolegij za ginekologijo; nasprotovanje je bilo "strokovne narave", saj da "ginekologiji vedno zdravijo par in ne posameznika in da stroka ne bo uporabila vsega, kar medicina odkrije". V odzivu na sklepe kolegija se je odklonilno odzval zdravstveni minister Dušan Keber, ki je navedel, da po njegovo odločitev ni temeljila na čvrstih stokovnih in etičnih argumentih.

### Javno mnenje
Po podatkih agencije za proučevanje javnega mnenja Cati Center (izvedena 28. maj do 2. junij z 903 anketiranimi) bi se referenduma zagotovo ali verjetno udeležilo 43 % vprašanih; za bi glasovalo 34 % vprašanih, proti 46 % vprašanih, neodločenih pa jih je bilo 20 %. Zakon so podpirali mlajši anketiranci, tisti z vsaj srednješolsko izobrazbo, višjimi dohodki in samski. Od anketiranih je pravico do umetne oploditve samskih žensk podpiralo 44 %, nasprotovalo pa 42 %.

## Referendum in rezultati
Referendum je potekal 17. junija. Referendumsko vprašanje se je glasilo "Ali ste za to, da se uveljavi zakon o spremembah in dopolnitvah zakona o zdravljenju neplodnosti in postopkih oploditve z biomedicinsko pomočjo (EPA 1318-II), sprejet v Državnem zboru dne 19.04.2001?" Volivci so se na glasovalnicah opredelili kot "za" ali "proti".
Referendumu se je udeležilo 567.878 volivcev (35,66 %). Oddanih je bilo 567.784 glasovnic; od tega je bilo veljavnih 560.655 glasovnic, 7.129 glasovnic je bilo neveljavnih.
Za uveljavitev zakona se je opredelilo 26,38 % (149.799) volivcev, proti pa 72,36 % (410.856) volivcev.
| Odgovor          | Odgovor          | Št. glasov | %        |
| ---------------- | ---------------- | ---------- | -------- |
| 1                | Za               | 149.799    | 26,38 %  |
| 2                | Proti            | 410.856    | 72,36 %  |
| Veljavni glasovi | Veljavni glasovi | 560.655    | 98,74 %  |
| Neveljavni       | Neveljavni       | 7.129      | 1,26 %   |
| Skupaj           | Skupaj           | 567.784    | 100,00 % |

## Kasnejše dogajanje
Vlogo za ustavno presojo zakona je vložila posameznica z diagnosticirano neplodnostjo. Vlogo je Ustavno sodišče februarja 2013 zavrglo, ker vlagateljici ni uspelo izkazati pravnega interesa, ki bi moral oseben in konkreten.
Marca 2013 je skupina 38 poslancev iz strank SD, PS, DeSUS in DL zahtevalo ustavno presojo zakona, a je ustavno sodišče zahtevo zavrglo, ker je vlagateljem zaradi volitev še pred ustavno presojo prenehal poslanski mandat, zaradi česar niso več imeli pravnega interesa.
Decembra 2014 je 61 poslancev iz strank SD, SMC, ZaAB, ZL in DeSUS zahtevalo oceno ustavnosti zakona o postopkih oploditve z biomedicinsko pomočjo. Po mnenju predlagateljev je bilo osem členov zakona v neskladju s 55. členom Ustave RS, ki določuje svobodno odločanje o rojstvu otrok in državi nalaga dolžnost zagotavljanja možnosti uresničevanja te svoboščine. Zakon naj bi bil tudi v neskladju s 14. členom Ustave (ki določa enakost pred zakonom) in 34. členom Ustave (ki določa pravico posameznikov do osebnega dostojanstva in varnosti). Po besedah vlagateljev naj bi bilo sporno stališče nasprotnikov sprememb zakona iz leta 2001, ki so samskim ženskam odrekali pravico do umetne oploditve, saj so ti samovoljno presodili, da bi s tem nastala nepopolna družina. Takšno opredeljevanje naj bi bilo diskriminatorno do enostarševskih družin. Ustavno sodišče je decembra 2016 z 7 glasovi (od 8) zahtevo za presojo zavrglo; US je namreč - nanašajoč na določbe zakona o ustavnem sodišču - navedlo, da so imeli vlagatelji zadosti glasov, da bi lahko domnevne neustavnosti odpravili lastnoročno, če so menili, da obstajajo, namesto da so presodbo prelagali na US.
Zakonsko presojo ustavnosti zakona je oktobra 2020 ponovno vložila stranka Levica s sopodpisniki iz strank SAB, SD in LMŠ. Po mnenju vlagateljev naj bi bila obstoječa zakonodaja diskriminatorna do samskih žensk in zato protiustavna, kljub trem predhodnim zahtevam za presojo vstavnosti pa se US do zakona nikoli ni vsebinsko opredelilo; zahteve je v vseh primerih zavrnilo zaradi postopkovnih razlogov. Državni zbor je prav tako v vmesnem času sprejel spremembe zakona o ustavnem sodišču, zaradi katerih bo moralo US zahteve za ustavno presojo po novem obravnavati tudi, če vlagateljem do obravnave poteče poslanski mandat.
Februarja 2021 je ustavno sodišče kot neustavno razveljavilo člen zakona, ki umetno oploditev prepoveduje za ženske po 43. letu starosti. Zahtevo za ustavno presojo je vložila pritožnica, ki ji je ZZZS zavrnil povračilo stroškov umetne oploditve v tujini.